# Hargrave, Suffolk
Hargrave är en by och en civil parish i distriktet West Suffolk i Storbritannien. Den ligger i grevskapet Suffolk och riksdelen England, i den sydöstra delen av landet, 90 km nordost om huvudstaden London. Orten har 273 invånare (2001). Den har en kyrka.